# Lemniscomys rosalia
Lemniscomys rosalia är en däggdjursart som först beskrevs av Thomas 1904.  Lemniscomys rosalia ingår i släktet gräsmöss, och familjen råttdjur. IUCN kategoriserar arten globalt som livskraftig. Inga underarter finns listade i Catalogue of Life.
Arten når en kroppslängd av 24 till 30 cm, inklusive en 12,5 till 16,5 cm lång svans och vikten är 51 till 74 g. Kännetecknande är en mörk längsgående strimma över huvudet och ryggen fram till svansroten. Annars är ovansidans päls i torra regioner ljus rödbrun och i fuktiga områden rödorange. Bålens och svansens undersida är vita, ibland med röd skugga.
Denna gnagare förekommer i östra och södra Afrika, från södra Kenya till norra Namibia, centrala Botswana och östra Sydafrika. Arten lever i låglandet och i låga bergstrakter upp till 1200 meter över havet. Habitatet utgörs framförallt av savanner och andra gräsmarker. Lemniscomys rosalia lever även på jordbruksmark.
Individerna kan leva ensamma, i par eller i mindre flockar. De är aktiva på dagen och äter främst frön. Honor har efter 24 till 33 dagar dräktighet en kull med vanligen fyra ungar (ibland fem). Ungarna börjar efter cirka två veckor äta fast föda och efter ungefär 20 dagar slutar honan med digivning.